# Dimophora nitens
Dimophora nitens är en stekelart som först beskrevs av Johann Ludwig Christian Gravenhorst 1829.  Dimophora nitens ingår i släktet Dimophora och familjen brokparasitsteklar. Arten är reproducerande i Sverige. Inga underarter finns listade i Catalogue of Life.